# Mikhàilovskaia
Mikhàilovskaia (en rus: Михайловская) és un poble de l'óblast de Vladímir, a Rússia, segons el cens del 2010 tenia 11 habitants. Pertany al districte municipal de Gorokhovets.